# Larry Rice
Pour les personnes ayant le même patronyme, voir Rice.
Larry Rice (né le 24 mars 1946 à Crawfordsville, Indiana - mort le 20 mai 2009) est un pilote automobile américain.

## Biographie
Larry Rice connu ses principaux succès dans les courses de midget et de sprint-car. Il compte notamment à son palmarès le titre de championnat national USAC en 1973 ainsi que les titres de USAC Silver Crown Series en 1977 et 1981. 
Rice a également connu une modeste carrière en Champ Car/IndyCar, avec notamment deux participations aux 500 miles d'Indianapolis, en 1978 et 1979. En 1978, sa 11e place lui a valu de recevoir conjointement avec Rick Mears le titre de Rookie of the Year.
Rice, qui avait mis fin à sa carrière en 1991, s'était par la suite reconverti en tant que consultant pour la chaine sportive américaine ESPN. Il est mort le 20 mai 2009 des suites d'un cancer qui lui avait été diagnostiqué en 2001.